# Mark Holland
Pour les articles homonymes, voir Holland.
Mark Holland, né le 16 octobre 1974 à Pickering (Ontario), est un conseiller financier et homme politique canadien.
Il est député à la Chambre des communes de la circonscription d'Ajax—Pickering de 2004 à 2011, et d'Ajax de 2015 à 2025. 
De 2023 à 2025, il est ministre de la Santé au sein du gouvernement de Justin Trudeau.

## Biographie
Il est élu député à la Chambre des communes du Canada de la circonscription ontarienne d'Ajax—Pickering, lors de l'élection fédérale de 2004 sous la bannière du Parti libéral du Canada. Réélu en 2006 et en 2008, il est défait par le conservateur Chris Alexander en 2011.
Holland appuie la candidature de Gerard Kennedy à la direction du Parti libéral de l'Ontario en 1996 ; Kennedy est l'avant-coureur pour la durée de la campagne, pour finalement se faire devancer par Dalton McGuinty après plusieurs tours de scrutins lors du congrès. Lors de la course à la direction du Parti libéral du Canada en 2006, Holland appuie de nouveau Kennedy et est l'un de ses principaux organisateurs. Il joue un rôle influent dans la décision de Kennedy de se rallier à Stéphane Dion, assurant la victoire à celui-ci au quatrième tour de scrutin.
Les questions et les attaques de Holland contribuent directement à la démission de Giuliano Zaccardelli à la suite des contradictions dans le témoignage de celui-ci relativement à l'affaire Maher Arar.

## Source
- John Geddes, Part kingmaker, part attack dog (Maclean's, 25 décembre 2006)